# Berdaszen
Berdaszen – wieś w Armenii, w prowincji Szirak. W 2011 roku liczyła 203 mieszkańców.